# Carloonan Doocot

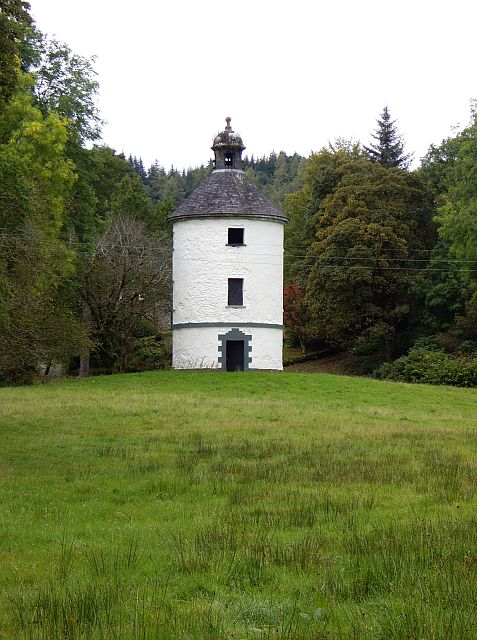
Carloonan Doocot

Als Carloonan Doocot, auch Carloonan Dovecot, wird das Taubenhaus auf den Ländereien von Inveraray Castle bezeichnet. Das Gebäude liegt inmitten einer Parkanlage etwa zwei Kilometer nordwestlich der schottischen Stadt Inveraray. Es ist über einen Verbindungsweg zwischen den verschiedenen Einrichtungen von Inveraray Castle über die Garden Bridge erreichbar.
Das Carloonan Doocot gehörte zu jenen Gebäuden von Inveraray Castle, die der bekannte Architekt Roger Morris in den 1740er Jahren plante. Als leitender Steinmetz für das in den Jahren 1747 und 1748 gebaute Taubenhaus fungierte William Douglas. Der Duke of Argyll gab 1776 den Umbau des Gebäudes zu einer tempelähnlichen Anlage in Auftrag. Entsprechende Pläne von Robert Mylne befinden sich bis heute im herzöglichen Besitz. Sie wurden jedoch nie umgesetzt. 1971 wurde das Carloonan Doocot in die schottischen Denkmallisten in der höchsten Kategorie A aufgenommen.

## Beschreibung
Es handelt sich um einen runden, dreistöckigen Taubenturm, der mit einem konischen Schieferdach abschließt. Darauf sitzt ein kleiner Turm, der mit Einlassöffnungen ausgestattet ist. Die Fassade ist in der traditionellen Harling-Technik verputzt. Oberhalb des Erdgeschosses verläuft ein abgesetztes Zierband. Die Eingangstür ist abgesetzt. Im Inneren führt eine Treppe durch den Turm. Eine steinerne Tür verschließt den Eingang zum Gewölbekeller, in dem sich eine Feuerstelle befindet.